# Alejandro Borda Casafranca
Alejandro Borda Casafranca (Santillana, Huanta, Ayacucho; 11 de enero de 1967 - Llochegua, Huanta, Ayacucho; 11 de agosto del 2013), más conocido por su alias Camarada Alipio, fue un terrorista, mando político-militar, y uno de los miembros de más alto rango de Sendero Luminoso y del Ejército Guerrillero Popular.
Durante mucho tiempo se desconoció su verdadera identidad, afirmándose erróneamente que su nombre real era Leonardo Huamán Zúñiga o Ronaldo Huamán Zúñiga.
Fue abatido el 11 de agosto de 2013 en la que se denominó "Operación Camaleón", llevada a cabo por las Fuerzas Armadas del Perú en Llochegua.